# 卡捷琳娜·沃洛季科

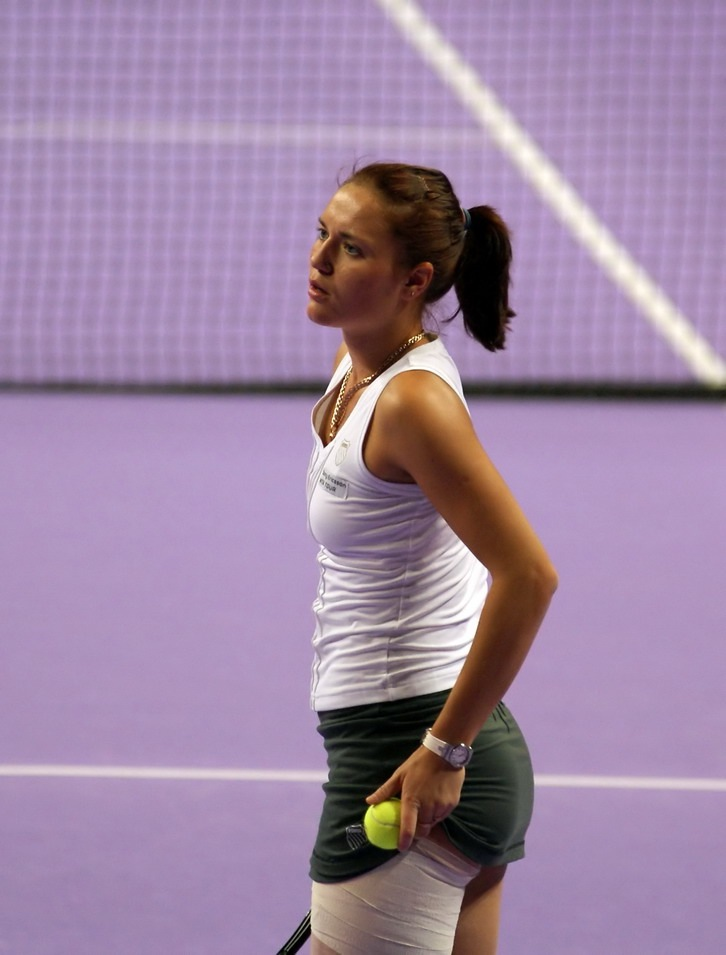
卡捷琳娜·邦达连科

卡捷琳娜·沃洛迪米里芙娜·沃洛季科（羅馬化：Kateryna Volodymyrivna Volodko；1986年8月8日—），婚前姓邦达连科（烏克蘭語：Бондаренко），乌克兰职业网球运动员，曾获得澳大利亚网球公开赛女子双打（2008年）冠军。她曾参加2008年北京奥运和2012年伦敦奥运。

## 外部連結
- 官方网站
- 卡捷琳娜·沃洛季科的国际女子网球协会官方資料（英文）
- 卡捷琳娜·沃洛季科的國際網球總會 職業／青少年 官方資料（英文）
- Fed Cup - Player profile - Kateryna BONDARENKO (UKR) （页面存档备份，存于）